# Hunseröd
Hunseröd är en bebyggelse, belägen utefter länsväg M 1787, cirka 5 kilometer öster om Munka-Ljungby, i Munka-Ljungby socken i Ängelholms kommun. Mellan 2015 och 2020 avgränsade SCB här en småort.